# Prades-Salars
 Prades-Salars  (en occitano Pradas) es una población y comuna francesa, situada en la región de Mediodía-Pirineos, departamento de Aveyron, en el distrito de Rodez y cantón de Pont-de-Salars.
Aunque el nombre oficial es Prades-Salars, también se usa la forma Prades-de-Salars.

## Demografía
| 442 | 401 | 365 | 316 | 320 | 293 |
| Para los censos de 1962 a 1999 la población legal corresponde a la población sin duplicidades (Fuente: INSEE [Consultar]) |     |     |     |     |     |